# 鹿児島県立明桜館高等学校
鹿児島県立明桜館高等学校（かごしまけんりつめいおうかんこうとうがっこう）は、鹿児島県鹿児島市郡山町に所在する県立の高等学校である。2010年4月に鹿児島県立甲陵高等学校と鹿児島県立鹿児島西高等学校の再編に伴い開校した。

## 概要
鹿児島県立甲陵高等学校と鹿児島県立鹿児島西高等学校の再編に伴い、甲陵高校の校舎を使用して2010年4月に開校した。名称は公募で、「多くの桜に囲まれ、桜島を眺望できる学舎で、明るさと力強さを兼ね備えた人材が育つ学校」という意味が込められ決定した。校歌は、開校時の校長作詞、吉俣良（鹿児島市出身）作曲。鹿児島市の公立高校としては、1番新しい高校となる。

## 学科
2，3年生の教育課程には総合選択制が採用されており、学科の枠をこえて科目を選択できる。
- 文理科学科 - 普通教科の基礎・基本の定着を図るとともに，学校設定科目に表現力，思考力，コミュニケーション能力を重視する学習を取り入れ，社会のリーダーに必要とされる資質を養う学科。2年次から人文科学探究コース、自然科学探究コース、スポーツ健康科学コースに分かれる。甲陵高校の普通科及び人文科を一つにまとめ引き継ぐ。学校によれば、大学進学を目的にしているが、普通科だと、学区制限を受けてしまうため、普通科という名前を使わなかった。
- 商業科 - 商業に関する基礎・基本を学びながら、起業家精神や遵法精神を身に付けた創造性豊かな人材の育成を目指す学科。2年次からビジネス経営コース、ビジネス総合コースに分かれる。鹿児島西高校の学科を引き継ぐ。

## 沿革

### 併合学校

#### 甲陵高等学校
- 1976年（昭和51年）4月1日 - 鹿児島県立甲陵高等学校として開校。
- 1987年（昭和62年）4月1日 - 人文科を設置する。
- 2012年（平成24年）3月31日 - 閉校。

#### 鹿児島西高等学校
- 1943年（昭和18年）4月1日 - 鹿児島県立履正中学校として開校。
- 1964年（昭和39年）4月1日 - 鹿児島県立日新高等学校として開校。
- 1968年（昭和43年）4月1日 - 鹿児島県立鹿児島西高等学校に改める。
- 2003年（平成15年）4月1日 - 定時制・通信制の学科を鹿児島県立開陽高等学校に移行し、全日制のみとなる。
- 2012年（平成24年）3月31日 - 閉校。

### 明桜館高等学校
- 2008年（平成20年）11月26日 - 県議会審議により甲陵高等学校内に新設校を設置することを決定。
- 2009年（平成21年）6月 - 校名を鹿児島県立明桜館高等学校とすることを決定。
- 2010年（平成22年）4月1日 - 文理科学科と商業科を設置し開校。

## 部活動
以下の部・同好会がある（2019年度現在）。
柔道、野球、ラグビー、バスケットボール（男・女）、吹奏楽、ソフトテニス（男・女）、テニス（男・女）、バレー（男・女）、バドミントン（男・女）、サッカー（男・女）、陸上競技、弓道、剣道、茶道、放送、ワープロ・パソコン、美術、書道、ダンス

## 通学方法
通学バスが、鹿児島交通・JR九州バスにより、鹿児島駅前バス停・鹿児島中央駅東口バス停より発車している。又、鹿児島交通により、伊敷ニュータウン又は花野団地方面より発車している。尚、2012年4月より、バス停名が変更になり、鹿児島交通は『明桜館高校正門』、JR九州バスは『明桜館』となった。
2009年12月に新規スクールバスの路線が決定した。今まで甲陵高校に向かうスクールバスや路線バスが通らずバイク通学が許可されていた吉野・吉田地区や通学にとても不便な鹿児島市南部（谷山・皇徳寺方面）、全学区からの募集の為通学に不便をかけると思われる日置地区（鹿児島市の旧松元町・日置市の旧伊集院町方面）、北薩（姶良市方面）が中心であり、他の地域は今まで通り、上記で運行される。2010年1月～3月は、甲陵高校生を対象に試行され、4月の開校と同時に本格運用されるようになった。尚、全ての路線共、鹿児島交通が行っている。

### スクールバスの運行状況

#### 路線バス
A…鹿児島駅・鹿児島中央駅線（鹿児島交通・JR九州バス共同）
B…宮之城・入来線（JR九州バス）
C…岡之原・花野団地線（鹿児島交通、スクールバス系統から路線バス系統へ）
D…伊敷ニュータウン線（鹿児島交通、スクールバス系統から路線バス系統へ）

#### スクールバス
- スクールバスは全て鹿児島交通で運行。

1. 加治木・姶良・蒲生線
2. 吉野・吉田線
  1. 吉野東中前始発
  2. 早馬始発
3. 松元・伊集院線
4. 谷山・田上・広木線（2011年度より名称変更）
5. 紫原・中央駅線（2011年度より新規運転）
  1. 南小学校前始発、紫原経由
  2. 中央駅西口始発、武岡・明和経由

## 関係者一覧

### 鹿児島西高等学校の著名な出身者
日新高等学校
- 森山裕（定時制夜間部1965年卒）[3]- 国会議員（参議院、衆議院）、閣僚（農林水産大臣）、自由民主党幹事長

鹿児島西高等学校
- 肥後かおり（全日制商業科1986年卒）[4]- 女子プロゴルファー
- 加藤ローサ（全日制商業科2003年卒）[4]- 女優、タレント
- 迫田さおり（全日制商業科2005年卒）[4]- 女子バレーボール選手

### 甲陵高等学校の著名な出身者
- 中松俊哉 - 俳優
- 岩川浩幸 -（元お笑い芸人）YouTuber